# Arandilla del Arroyo
Arandilla del Arroyo – gmina w Hiszpanii, w prowincji Cuenca, w Kastylii-La Mancha, o powierzchni 19,48 km². W 2011 roku gmina liczyła 20 mieszkańców.